# BZB
De BZB (voorheen Band Zonder Banaan) is een Nederlandse band uit Volkel, opgericht in 1992.

## Geschiedenis
BZB begon als schoolband en komt voort uit de metalband Zymosis. Dit is nog steeds terug te horen in de muziek die de band speelt, namelijk stevige rock met komische Nederlandstalige teksten. De laatste jaren zijn de metal-invloeden echter afgenomen en laat de band zich meer inspireren door de Ierse folk. BZB speelde op Lowlands, Pinkpop, Paaspop Parkpop, Zwarte Cross, het Bevrijdingsfestival te Wageningen (2006, 2007 en 2014), Sweelpop, Elastiek Muziek en het scouting evenement Scout-In. Ook in kleinere zalen, zoals de Schuit en SCUM in (Katwijk), in 1999.

## Bandleden
- "Lightning Dickie" Dick van der Wijst - drums
- Erik "Bambino" Jans - gitaar, banjo en zang
- "Fastfood Fred" Freddy van Dijk - zang
- Leroy Schuckman - gitaar
- Willem "De Ambassadeur" van de Spijker - basgitaar en zang
- Robert "Totaly oversaxt" van Asseldonk - saxofoon, toetsen, accordeon, doedelzak

Oud-bandleden:
- Bart "Balletjes" Arts - zang, tevens spreekstalmeester
- Ben Groenen - toetsen, accordeon, viool, mondharmonica
- Paul "The Guitar King" Rademaker - gitaar en zang

## BZBackstage
Van december 2009 tot maart 2010 had BZB zijn eigen realitysoap. Deze werd uitgezonden door Omroep Brabant. In de afleveringen is onder andere te zien hoe BZB zich voorbereidt op FestyLand, waarvan de groep ambassadeur is, en ook zijn de repetities voor de kerstshow te zien.

## Discografie

### Albums
| Album met eventuele hitnotering(en) in de Nederlandse Album Top 100 | Datum van verschijnen | Datum van binnenkomst | Hoogste positie | Aantal weken | Opmerkingen   |
| ------------------------------------------------------------------- | --------------------- | --------------------- | --------------- | ------------ | ------------- |
| Sigarendanz auf meine bielen                                        | 1995                  | -                     |                 |              |               |
| De baksteen van de samenleving                                      | 1997                  | 04-10-1997            | 57              | 7            |               |
| Eeuwig duurt het langst                                             | 2000                  | 25-03-2000            | 44              | 3            |               |
| Unplugged                                                           | 2001                  | -                     |                 |              |               |
| De muur                                                             | 2003                  | 12-07-2003            | 68              | 2            |               |
| Kroonjuweel                                                         | 2005                  | -                     |                 |              |               |
| Unplugged 2                                                         | 2005                  | -                     |                 |              |               |
| The best of: All stars & dream team                                 | 2007                  | -                     |                 |              | Verzamelalbum |
| Bart                                                                | 2009                  | -                     |                 |              |               |
| Volgens Bartjens!                                                   | 2009                  | -                     |                 |              |               |
| 7                                                                   | 2012                  | 16-06-2012            | 7               | 2*           |               |
| Ankers                                                              | 2016                  | -                     |                 |              | ep            |
| Domme Dingen Doen                                                   | 2018                  | -                     |                 |              |               |

### Singles
| Single met eventuele hitnotering(en) in de Nederlandse Top 40 | Datum van verschijnen | Datum van binnenkomst | Hoogste positie | Aantal weken | Opmerkingen                                                                                |
| ------------------------------------------------------------- | --------------------- | --------------------- | --------------- | ------------ | ------------------------------------------------------------------------------------------ |
| Bommetje                                                      | 1998                  | -                     |                 |              |                                                                                            |
| Koning Pintenman                                              | 1998                  | 28-03-1998            | tip10           | -            | Nr. 68 in de Single Top 100                                                                |
| 'k Mag niet klagen                                            | 1999                  | 19-06-1999            | tip18           | -            | Nr. 59 in de Single Top 100                                                                |
| De bankzitter                                                 | 2000                  | -                     |                 |              | Nr. 73 in de Single Top 100                                                                |
| Ein bisschen frieden                                          | 2000                  | -                     |                 |              | Nr. 61 in de Single Top 100                                                                |
| Doen Of Laten                                                 | 2002                  | -                     |                 |              | Nr. 31 in de Single Top 100                                                                |
| Itsy bitsy teenie weenie yellow polka dot bikini              | 2003                  | -                     |                 |              | met Albert West / Nr. 36 in de Single Top 100                                              |
| Een zee van tijd                                              | 2004                  | -                     |                 |              | Nr. 54 in de Single Top 100                                                                |
| Echte vrienden                                                | 2008                  | -                     |                 |              | met DJ Michiel / Nr. 71 in de Single Top 100                                               |
| Echte vrienden                                                | 2010                  | -                     |                 |              | met Friends (Huub van der Lubbe, Jack Poels & Frank Lammers) / Nr. 26 in de Single Top 100 |

### Dvd's
- Bloed, Zweet& Bananen - 2005
- 12½ Jarig Jubileum - 2006
- Totally BZB - 2011

## Trivia
- In juli 2007 bracht BZB het hoogste bod uit op de toerauto van BZN en sinds 28 augustus is de band in het bezit van deze auto.
- In oktober 2008 vierde de band haar 15-jarig jubileum door middel van een nieuw festival, Festyland, in Volkel. Dit is inmiddels een jaarlijks terugkerend festival geworden.
- In 2009 bracht de band, 3,5 jaar na het vorige album, de cd Bart uit tijdens het driedaagse 'Alle Remmen Los!'-weekend in de evenementenhal in Uden.
- Op 15 juli 2011 speelde BZB het nummer "7 dagen 7 zonden" op 3FM bij Giel Beelen. Een jaar later, op 7 juni 2012, kwam dit nummer uit op de nieuwe cd van BZB, genaamd "7". Deze werd op 15 juni 2012 gepresenteerd in natuurtheater De Kersouwe te Heeswijk-Dinther.
- Op 22 november 2016 wordt bekend dat BZB voor het nieuwe jaar een nieuwe muzikale koers zal inslaan. Dit houdt in dat er onder andere geen accordeon meer zal worden gebruikt waardoor de band afscheid zal nemen van Ben Groenen. Op 26 december 2016 tijdens Herrie in Nazareth te Uden speelt Ben voor het laatst mee.
- Op 10 april 2015 maakt Paul Rademaker bekend een sabbatical jaar in te lassen. Hij wordt vervangen door Leroy. Uiteindelijk wordt op 25 maart 2017 bekend dat Paul definitief de band zal verlaten.
- In 2018 begon BZB (vanwege het 25-jarig jubileum) opnieuw een festival, het Alle Remmen Los Festival, genoemd naar een van de bekendste nummers van de band.
- In seizoen 1, aflevering 6 van de netflixserie Undercover is het nummer "Geheelonthouder" te horen, waarbij de cast luid meezingt.